# Мэй, Фрэнсис
Фрэнсис Мэй (англ. Francis May; 14 марта 1860, Дублин — 6 февраля 1922, Суффолк) — британский государственный и политический деятель. Занимал должность губернатора Фиджи с 1911 по 1912 год и губернатора Гонконга с 1912 по 1918 год.

## Ранний период жизни

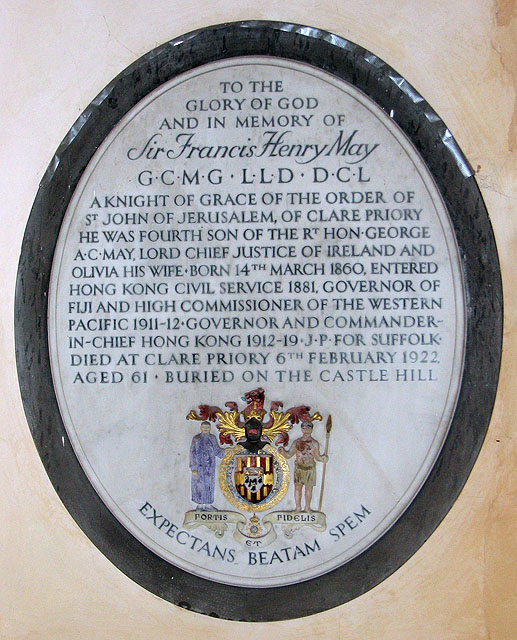
Памятная доска имени Фрэнсиса Мэя на церкви в Суффолке

Родился в Дублине 14 марта 1860 года. Был четвертым сыном лорда-главного судьи Ирландии Джорджа Мэя и его жены Оливии Баррингтон. Получил образование в школе Харроу и Тринити-колледже в Дублине, где учились несколько его предшественников на должности губернатора Гонконга. Получил степень бакалавра искусств в 1881 году.

## Карьера
В 1881 году стал кадетом в Гонконге. В 1886 году стал личным секретарем губернатора Гонконга сэра Уильяма Де Вё. Также был личным секретарем исполняющего обязанности администратора Дигби Баркера с 1889 по 1891 год. Занимал должность помощника министра по делам колоний в 1891 году и исполняющего обязанности казначея в 1892 году. В 1895 году стал членом Законодательного совета Гонконга. С 1893 по 1901 год работал в полиции Гонконга, сотрудником тюрьмы, а также пожарным с 1896 по 1902 год.
В апреле 1902 года был назначен на должность министра по делам колоний Гонконга и занимал эту должность до 21 января 1911 года затем был назначен исполняющим обязанности администратора Гонконга с 1903 по 1904 год, а также в 1907 году. В 1911 году был назначен губернатором Фиджи и верховным комиссаром Западной части Тихого океана, эту должность занимал до 1912 года.

## Губернатор Гонконга
В 1912 году был назначен губернатором Гонконга и эту должность занимал до 1918 года, что стало его последней должностью на колониальной службе. Стал единственным губернатором Гонконга, на которого было совершено покушение. В него стреляли возле здания Главпочтамта, после прибытия с Фиджи в июле 1912 года. Однако он не пострадал: пуля застряла в паланкине. У преступника была личная обида на Фрэнсиса Мэя, так как он несколькими годами ранее во время службы в полиции посадил в тюрьму его отца. После покушения Фрэнсис Мэй стал использовать автомобиль для ежедневных перемещений.
22 января 1918 года лично вел переговоры с членом банды, скрывавшемся на Грессон-стрит, после перестрелки в районе Ваньчай, в которой были убиты пять полицейских.
В 1919 году из-за ухудшения состояния здоровья был освобожден от должности губернатора.

## Личная жизнь
В 1891 году женился на Хелене Баркер, дочери исполняющего обязанности администратора генерал-майора Дигби Баркера. У них было четыре дочери: Стелла, Фиби, Айрис и Дионн. Стелла вышла замуж за генерала Филиппа де Фонблана. Айрис вышла замуж за санскритиста Эдварда Гамильтона Джонстона в начале 1920-х годов. Скончался в Суффолке, Англия.

## Память
В его честь были названы Мэй-роуд (дорога в Мид-левелс на острове Гонконг) и Мэй-холл Гонконгского университета. Кроме того, в честь его жены был назван Хелена-Мэй-билдинг.